# África Equatorial Francesa
A África Equatorial Francesa foi uma federação de possessões coloniais francesas na  África central, que se estendia desde o Rio Congo até o Deserto do Saara.
Incluía os territórios que, com a independência, vieram a ser:
- República do Congo
- Gabão
- República Centro-africana
- Chade